# Weißes Schloss (Heroldsberg)

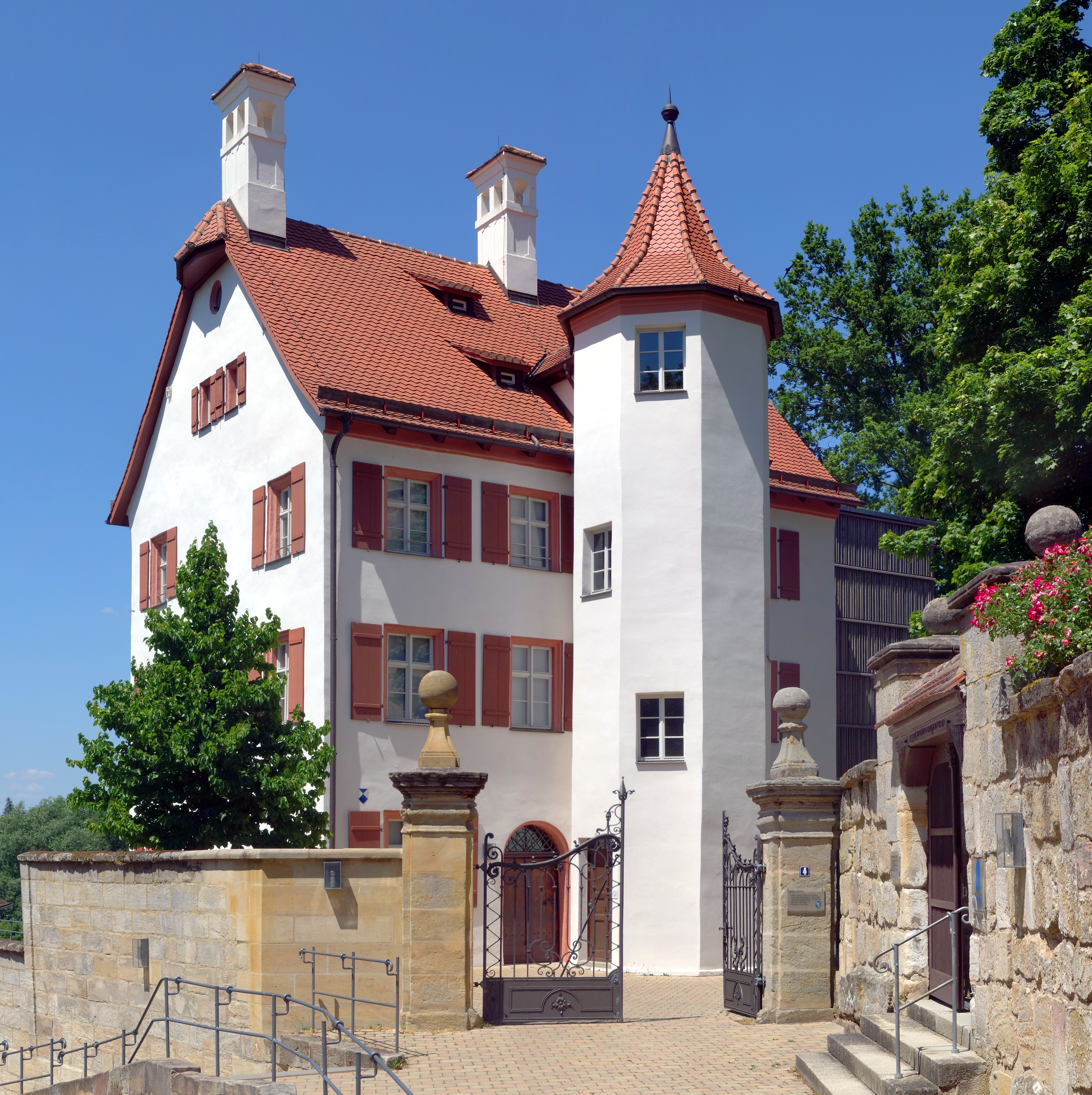
Weißes Schloss (Ansicht 2023)

Das Weiße Schloss ist eines der vier Schlösser des mittelfränkischen Marktes Heroldsberg. Der von der Nürnberger Patrizierfamilie Geuder errichtete Bau diente der Gemeinde bis 2005 als Rathaus und wird heute als Museum und Veranstaltungsort genutzt.

## Geschichte
Im Jahr 1471 erwarb Endres Geuder ein Erbrecht und einen anliegenden Garten am Kirchhof der heutigen St.-Matthäus-Kirche. Nach einer Urkunde von 1487 wurde dort vermutlich mit dem Bau eines Herrensitzes begonnen. Im Zweiten Markgrafenkrieg wurde das Gebäude zerstört und in den Jahren ab 1565 in seiner heutigen Gestalt aufgebaut. Um das Jahr 1762 erfolgte der Bau eines achteckigen und viergeschossigen Treppenturms.
Das Schloss ging 1928 nach dem Verkauf durch Elsa Johanna von Mayer-Starzhausen, eine geborene Freiin von Geuder-Rabensteiner, an die Marktgemeinde Heroldsberg über, die es als Rathaus und Wohnung des Bürgermeisters nutzte. In den 1930er und 1940er Jahren war im Erdgeschoss des Schlosses ein Kindergarten untergebracht. Mit dem Wachsen der Gemeinde erwiesen sich die historischen Räume als zu klein und für die moderne Verwaltung unvorteilhaft. Im Jahr 2005 zog das Rathaus in einen Neubau nahe dem Bahnhof.
Nach einer mehrjährigen Planungs- und Umbauphase wurde das Schloss im Jahr 2017 als Museum und Veranstaltungsort wiedereröffnet. Für die Sanierung der historischen Bausubstanz und des modernen Erweiterungsbaus wurden rund 2,4 Millionen Euro aufgewendet.

## Nutzung
Das Schloss dient heute der Gemeinde Heroldsberg als Museum für Ortsgeschichte und Kunst sowie als Ausstellungs- und Veranstaltungsort. Ein Festsaal im zweiten Stock bietet Raum für Trauungen. Eine Dauerausstellung ist dem Leben und Werk des Künstlers Fritz Griebel gewidmet. Betrieben und betreut wird das Weiße Schloss ehrenamtlich vom Verein Kulturfreunde Heroldsberg e. V.